# سامانه هشدار رهگذران در خودروهای برقی

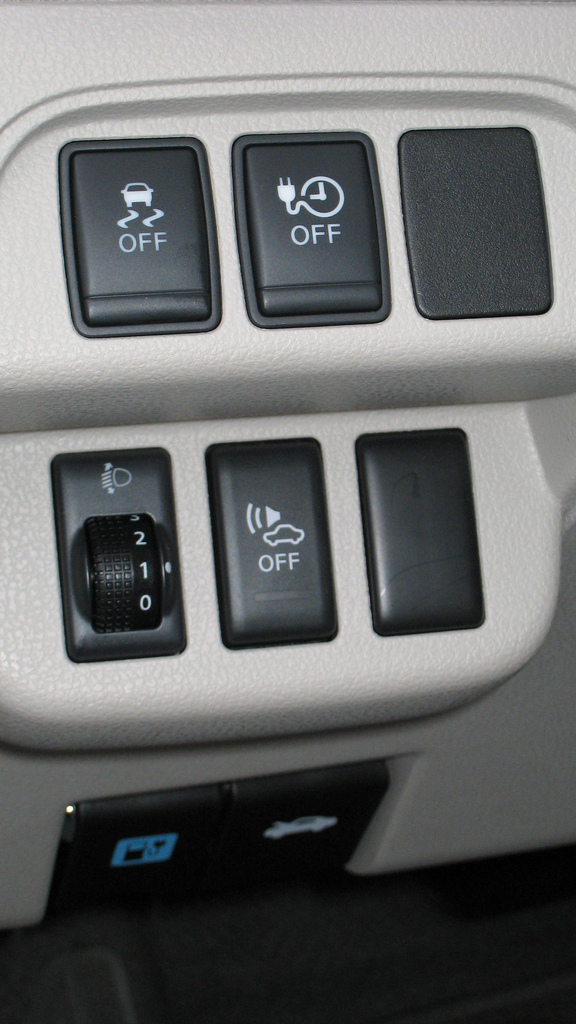
نیسان لیف مدل ۲۰۱۱ که به سامانه صدای هشدار عابرین مجهز شده است.

سامانه هشدار رهگذران در خودروهای برقی یا خودروهای دوگانه‌سوز صداهایی ایجاد می‌کند که باعث می‌شود تا رهگذران، نابینایان و دوچرخه‌سواران متوجه حضور و تردد این نوع خودروها شوند. از آنجا که خودروهای برقی در سرعت‌های پایین به هنگام حرکت هیچ صدایی از خود ساطع نمی‌کنند، سامانه‌ای برای هشدار رهگذران در این گونه خودروها الزامی می‌نماید. این صداهای هشداردهنده هم قابلیت فعال شدن به وسیله راننده و هم قابلیت فعال شدن خودکار را دارا هستند.
کشور ژاپن در ژوئن ۲۰۱۰ و ایالات متحده آمریکا نیز در ماه دسمابر همان سال قوانینی را در این زمینه به تصویب رساندیدند.